# Chaetachme aristata
Chaetachme aristata är en hampväxtart som beskrevs av Jules Émile Planchon. Chaetachme aristata ingår i släktet Chaetachme och familjen hampväxter. Inga underarter finns listade i Catalogue of Life.